# Hans-Albert Courtial
Hans-Albert Courtial (Dietkirchen, ...) è un imprenditore e mecenate tedesco che si occupa del sostegno della musica e arte sacra. È un organizzatore di viaggi pellegrini a Roma e fondatore e presidente della Fondazione Pro Musica e Arte Sacra..

## Biografia
All'età di cinque anni, Courtial ha perso suo padre e così sua madre, insegnante in una scuola del villaggio, ha allevato lui e i suoi fratelli da soli. Courtial era un membro altare e membro della Gioventù Cattolica diocesana, dove ha occupato una posizione all'interno della Presidenza all'età di 16 anni.
Nel 1965, all'età di 19 anni, organizzò un incontro di amicizia tra giovani tedeschi e inglesi nel Limburgo con più di mille partecipanti, il primo evento di questo tipo nella Repubblica federale di Germania. In occasione della ricezione dell'ambasciatore britannico a Bonn, ha incontrato il nunzio apostolico, l'arcivescovo Corrado Bafile, che lo ha incoraggiato a promuovere eventi simili con giovani italiani.
Come risultato di questo scambio, è emersa l'idea di organizzare più degli incontri tra i giovani. Il progetto intendeva portare i pellegrini a Roma e contribuire così ai contatti tra i popoli e all'approfondimento della fede. Nel 1969, la compagnia "Courtial Travel" fu fondata a Elz vicino a Limburg, che già nel suo primo anno aveva 2500 prenotazioni in nome di parrocchie, cori di chiesa, gruppi giovanili, club musicali e molti altri. Col tempo vennero cori, associazioni ecclesiastiche, scuole e gruppi culturali. Nel 1979, il primo ufficio fu aperto a Roma, nelle immediate vicinanze di Piazza San Pietro: Courtial International. Con la fondazione di "Peter's Way Courtial International Ltd." a New York si espanse nel 1986 negli Stati Uniti. Inoltre, ci sono viaggi in tutti i paesi del Mediterraneo e in particolare in Terra Santa, comprese le crociere.
Basandosi sulla sua opera per la liturgia nella Basilica Vaticana, attraverso la fondazione del Fondo Pietro Altabella, si assunse il compito di contattare i cori di tutto il mondo che volevano cantare alla messa solenne di San Pietro. Dal 1970 organizza regolarmente concerti con cori e orchestre importanti come per esempio nella chiesa barocca dei Gesuiti di Sant'Ignazio a Roma.
Nel 1996 ha deciso di fondare l'"Associazione Internazionale degli Amici del
Musica sacra ", oggi "Associazione Internazionale Amici della Fondazione Pro Musica e Arte Sacra", un'associazione senza scopo di lucro per la promozione e l'organizzazione di concerti di musica della chiesa, che ha guadagnato sempre più importanza sia in Italia che all'estero. Nel 2002 ha fondato la "Fondazione Pro Musica e Arte Sacra", che organizza ogni anno il "Festival Internazionale di Musica e Arte Sacra", con la partecipazione dei Wiener Philharmoniker e altri ensemble, per raccogliere fondi per il restauro dei tesori di arte sacra.

## Premi
Croce federale al merito della Germania
Gran Croce dell'Ordine al merito della Repubblica Italiana (2008)
Comandante con stella dell'ordine Gregorius
Medaglia d'oro per servizi alla Repubblica d'Austria (2006)